# ジュフ磨々道
ジュフ 磨々道（ジュフ ままどぅ、1977年8月17日 - ）は、セネガル出身の日本の元プロバスケットボール選手である。現役時代のポジションはガードフォワード・シューティングガード。背番号は25→3→50→25。出生名と仙台・埼玉時代の登録名はマーマドゥ・ディオウフ（Mamadou Diouf）。

## 来歴
デラウェア大学卒業後の2003年にセネガルナショナルチームに選ばれる。
2005年、仙台89ERSに加入。
2006世界バスケにもセネガル代表として出場。bjリーグ在籍者で唯一同大会代表に選ばれた選手であった。（同じくセネガル代表のドンゴ・ヌジャイは翌年ライジング福岡に入団。）
同年、仙台と再契約。第1回オールスターにブースター投票で選ばれる。3月3日の高松ファイブアローズ戦では、チームは敗戦を喫したが、bjリーグ 2006-07シーズン最高となる44得点をマークして、3月の月間MVPを受賞した。
2007年、埼玉ブロンコスへ移籍。開幕当初は不振にあえぐも、徐々に力をつけ、埼玉ブロンコスの躍進に貢献した。シーズン終了を持って退団し、その後4年間は無所属となる。
2011年、レバンガ北海道に加入。日本国籍を取得し、登録名を「ジュフ磨々道」とする。
2012年、東芝ブレイブサンダースに移籍。
2017年、オフシーズンに引退。